# Дхармаварапу, Субраманьям
Дхармаварапу Субраманьям (телугу ధర్మవరపు సుబ్రహ్మణ్యం; 20 сентября 1954 или 1960, Андхра-Прадеш — 7 декабря 2013, Хайдарабад) — индийский комедийный актёр, снимавшийся в телугуязычных фильмах и сериалах. За свою карьеру он снялся в более чем 80 фильмах. Известен своими комедийными ролями и безупречно поставленными диалогами. Лауреат двух Nandi Award за лучшее исполнение комической роли.

## Биография
Дхармаварапу Субраманьям родился в телугуязычной семье в деревне Комминениварипалем, мандал Балликурава, округ Пракасам, штат Андхра-Прадеш, 20 сентября 1960 года или 1954 года.
Первые годы взрослой жизни работал государственным служащим.
Актёрскую карьеру начал в театре.
Популярность Субраманьяму принёс комедийный сериал Anando Brahma, демонстрировавшийся на канале Doordarshan в 1980-х годах, где он был задействован как актёр и режиссёр. На большом экране Субраманьям дебютировал в фильме Jayambu Nischayambu Ra в 1989 году. В дальнейшем сыграл в таких популярных картинах, как «Единственный» (2003), «Непохищенная невеста 2», «Под прицелом» (оба 2005), Прыжок гепарда (2007), King (2008), «Дорогая», «Сила духа» (оба 2010), «Бизнесмен» и Bodyguard (2012).
Как режиссёр снял единственный фильм под названием Thokaleni Pitta (1997).
Его последней работой стала кинолента «Фантом».
В 2004 году он присоединился к партии Индийский национальный конгресс и провёл для неё агитационную кампанию. Он также являлся председателем Совета по культуре штата Андхра-Прадеш.
А с 2011 года вёл политико-сатирическую программу Ding Dong на Sakshi TV.
Субраманьям выиграл много престижных наград, в том числе Raghupathi Venkaiah Award, BN Reddy и NTR National Award,
а также две Nandi Award за лучшую мужскую комедийную роль.
Дхармаварапу Субраманьям скончался 7 декабря 2013 года в своей резиденции в Хайдарабаде, куда вернулся за несколько дней до этого после выписки из больницы. Шестью месяцами ранее ему был поставлен диагноз: рак печени. У него остались жена Крушнаджа (телугу కృష్ణజ) и двое сыновей: Рохансандип и Равибрахматеджа.